# Alojz Fricelj
Alojz Fricelj, slovenski nogometaš in trener, * 9. oktober 1963.
Fricelj je nekdanji profesionalni nogometaš, ki je igral na položaju vezista. Kariero je začel pri Mariboru leta 1982, leta 1985 je prestopil v avstrijski klub SVL Flavia Solva, se leta 1995 vrnil k Mariboru, nato pa kariero končal pri klubu SVL Flavia Solva leta 1999. Skupno je v prvi slovenski ligi odigral 78 tekem in dosegel 9 golov za Maribor, s katerim je v sezonah 1996/97 in 1997/98 postal slovenski državni prvak, v sezonah 1996/97 in 1998/99 pa zmagovalec slovenskega pokala. Leta 2016 je bil glavni trener pri avstrijskem klubu GASV Pölfing-Brunn.